# Formiche Alto
Formiche Alto es una localidad y municipio de la comarca Gúdar-Javalambre en la provincia de Teruel, comunidad de Aragón, España, situado a 1115 m de altitud. Cuenta con una población de 158 habitantes (INE 2024). Su gentilicio es formichano.
En el término municipal se encuentra la localidad de Formiche Bajo.
Situado en la sierra de Gúdar, junto al río Mijares, cuenta con importantes restos arqueológicos de su pasado íbero. Se encuentra una espectacular vía ferrata en el paraje de los estrechos de la Hoz junto al río Mijares.

## Toponimia
El topónimo Formiche es de origen mozárabe y deriva de un genitivo latino FORMICI que haría referencia a una calcina o mezcla que se emplea en la construcción.[cita requerida] Este genitivo -ICI palatalizó en -ICHE como en Villafeliche (VILLA FELICIS), en aragonés sufre una pérdida de -e final al igual que en Villafelich. En el año 1266 ya se escribía Formig.
En el siglo XV se escribía Formich, es en el Libro del Reparo del General de 1489-1491 en el que se distingue entre Formich Susano y Formich Iusano. Esto se trata de un uso medieval de los adverbios suso y yuso para indicar alto y bajo, que evolucionó a los actuales Formiche Alto y Formiche Bajo.

## Demografía
Formiche Alto cuenta con una población de 158 habitantes (INE 2024).
| Gráfica de evolución demográfica de Formiche Alto entre 1842 y 2021 |
| |
| Población de derecho según los censos de población del INE Población de hecho según los censos de población del INEEn 1972 crece el término del municipio porque incorpora a Forniche Bajo |

El censo de población de Formiche Alto comienza en el año 1842. El pico histórico de habitantes se dio el año 1877, punto desde el cual a lo largo de las décadas la población ha ido decreciendo producto de la emigración hasta su punto más bajo el año 2011, formando parte así de la denominada España Vaciada. En el año 2020 la población total era de 148 habitantes, de los cuales 81 eran hombres y 67 mujeres.

## Administración y política

### Gobierno municipal
El Ayuntamiento de Formiche Alto es la institución que se encarga de gobernar el municipio, el cual incluye las localidades de Formiche Alto y Bajo. Está presidido por el correspondiente alcalde, José Luis Escriche Gargallo (PAR), desde 1995. Está situado en la plaza Mayor, 3. En 2021 contó con un presupuesto de 775 100 euros. El Pleno del Ayuntamiento es el órgano de máxima representación política de la ciudadanía en el Gobierno municipal. Asume de modo directo la representación de la colectividad y en su nombre decide sobre las cuestiones más importantes y transcendentes del Gobierno. Los concejales del Ayuntamiento de Formiche Alto se escogen por sufragio universal en elecciones celebradas cada cuatro años.
Desde la recuperación de la democracia en España, se han celebrado diez elecciones municipales, y han gobernado el municipio tres partidos políticos, la UCD, el PAR y el PSOE-Aragón. Desde las primeras elecciones municipales, celebradas en el año 1979, hasta el año 1983, gobernó el municipio la UCD, siendo alcalde José María Montolío Martín. A partir de las elecciones de 1983, el que fue el alcalde desde 1979, José María, se presentó por el Partido Aragonés debido a la disolución de la UCD en ese mismo año. José María gobernó la ciudad durante tres legislaturas, hasta el año 1991, cuando ganó las elecciones el PSOE-Aragón de la mano de Clemente Romeo Romeo. Tras las elecciones del 1995 el PAR volvió al poder con Escriche Gargallo, y en las elecciones del 1999 tomó el cargo de alcalde Conrado Dolz del Castellar Ferrer, de su mismo partido. Desde las elecciones de 2003, José Luis Escriche Gargallo del PAR ocupa la alcaldía.
Puesto que Formiche Alto es un municipio de menos de 250 habitantes, se vota mediante escrutinio mayoritario plurinominal parcial. Con este sistema de listas abiertas cada elector puede emitir hasta un voto menos que el número de concejales que se eligen, es decir, se pueden escoger cuatro concejales. Además, el candidato más votado es el que adquiere el cargo de alcalde según el proceso electoral aplicable.
| Periodo   | Nombre                      | Partido | Partido                                  |
| --------- | --------------------------- | ------- | ---------------------------------------- |
| 1979-1983 | José María Montolío Martín  |         | Unión de Centro Democrático (UCD)        |
| 1983-1991 | José María Montolío Martín  |         | Partido Aragonés (PAR)                   |
| 1991-1995 | Clemente Romeo Romeo        |         | Partido Socialista Obrero Español (PSOE) |
| 1995-2023 | José Luis Escriche Gargallo |         | Partido Aragonés (PAR)                   |

| Partido político                         | 2023  | 2023  | 2023       | 2019  | 2019  | 2019       | 2015  | 2015  | 2015       | 2011  | 2011  | 2011       | 2007  | 2007  | 2007       | 2003  | 2003  | 2003       |
| Partido político                         | %     | Votos | Concejales | %     | Votos | Concejales | %     | Votos | Concejales | %     | Votos | Concejales | %     | Votos | Concejales | %     | Votos | Concejales |
| Partido Aragonés (PAR)                   | 46,72 | 57    | 4          | 53,04 | 61    | 4          | 44,26 | 54    | 4          | 51,40 | 55    | 4          | 58,70 | 81    | 4          | 55,46 | 66    | 4          |
| Partido Socialista Obrero Español (PSOE) | 34,43 | 41    | 1          | 24,34 | 28    | 1          | 34,43 | 42    | 1          | 43,93 | 47    | 1          | 28,26 | 39    | 1          | 37,82 | 45    | 1          |
| Teruel Existe (TE)                       | 27,87 | 34    | 0          | —     | —     | —          | —     | —     | —          | —     | —     | —          | —     | —     | —          | —     | —     | —          |
| Partido Popular (PP)                     | 12,30 | 15    | 0          | 20,86 | 24    | 0          | 21,31 | 26    | 0          | 31,78 | 34    | 0          | 10,14 | 14    | 0          | 29,41 | 35    | 0          |
| Izquierda Unida (IU)                     | —     | —     | —          | —     | —     | —          | —     | —     | —          | —     | —     | —          | 2,17  | 3     | 0          | —     | —     | —          |
| Chunta Aragonesista (CHA)                | —     | —     | —          | —     | —     | —          | —     | —     | —          | —     | —     | —          | 2,17  | 3     | 0          | —     | —     | —          |

#### Evolución de la deuda viva municipal
El concepto de deuda viva contempla sólo las deudas con cajas y bancos relativas a créditos financieros, valores de renta fija y préstamos o créditos transferidos a terceros, excluyéndose, por tanto, la deuda comercial.
| Gráfica de evolución de la deuda viva del Ayuntamiento entre 2008 y 2023                                |
| |
| Deuda viva del Ayuntamiento de Formiche Alto, en miles de euros, según datos del Ministerio de Hacienda |

## Cultura

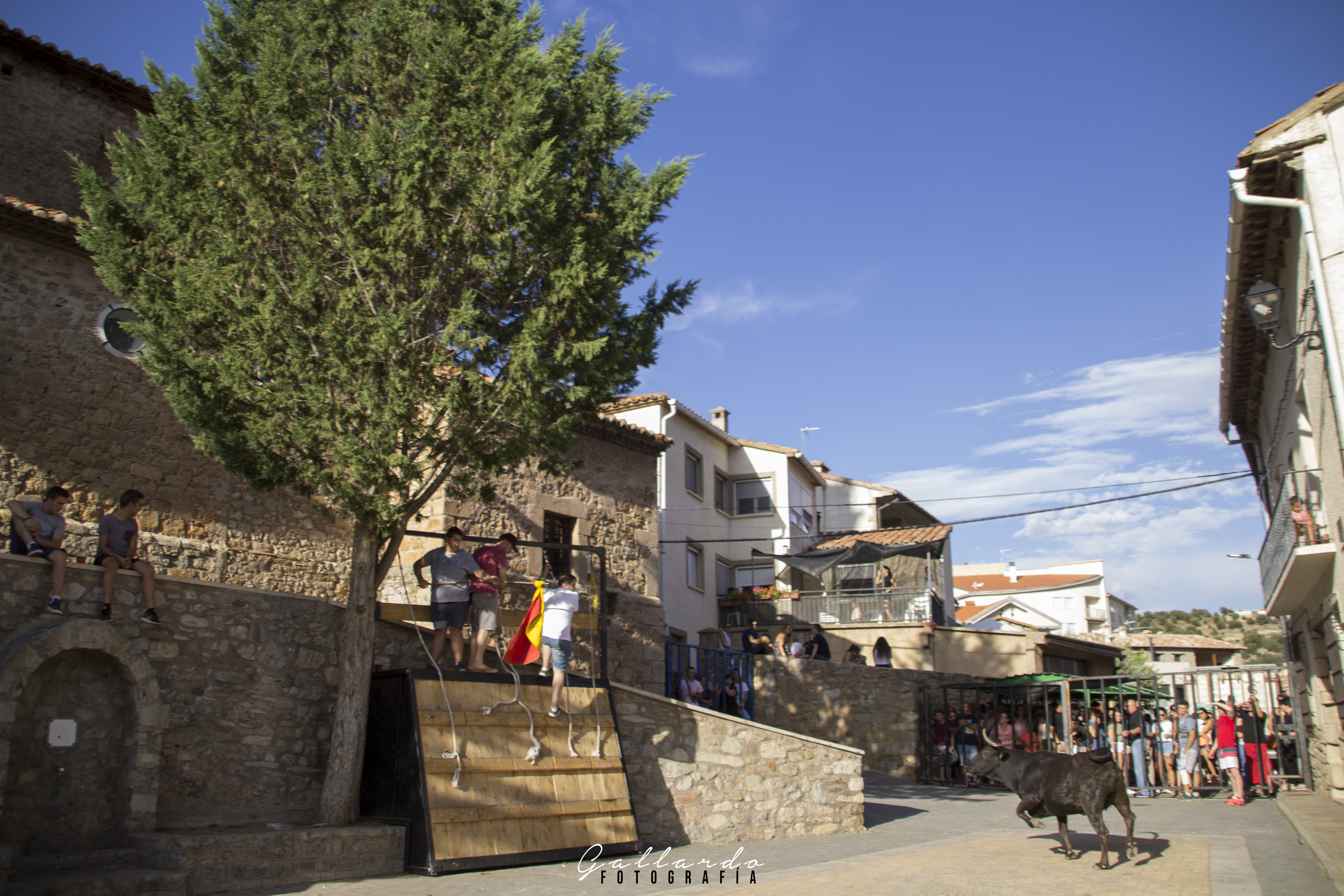
Tarde de vaquillas en la plaza de Formiche Alto en las fiestas de San Roque 2019

Entre los días de fiesta más destacados se encuentran:
- Fiestas de San Pedro. Se celebran el último fin de semana de abril, teniendo lugar la celebración el viernes y el sábado. La fiesta gira en torno a una misa en honor a San Pedro, una tarde de vaquillas y dos toros embolados (uno cada día) con sus posteriores disco-móviles.
- Día de la peña taurina Los Zaumaos. Debido al fuerte arraigo de los festejos taurinos populares en la localidad, en 2017 se creó esta peña taurina que celebra su fiesta el segundo sábado de mayo con una tarde de vacas, varios toros embolados y una disco-móvil.
- Fiestas de San Roque. Se celebran en torno al 15 de agosto. En los cinco días que duran se puede disfrutar de varios eventos: el pregón y la puesta del pañuelo al carbonero, las vaquillas y los toros embolados, las orquestas y las discomóviles, el campeonato de guiñote y las cucañas.
- Fiestas de San Miguel. Tienen lugar el último sábado de septiembre, ese día los festejos taurinos son el eje de la fiesta junto con la verbena y la misa.
- Jornadas micológicas. La Asociación Cultural Cabezo Alto organiza una salida matutina al monte para recolectar setas como: rebollones (Lactarius deliciosus), patas de perdiz (Chroogomphus rutilus), Suillus luteus, etc. Durante la mañana, se puede participar en varios concursos y visitar una exposición con una gran variedad de hongos. Más tarde, se realiza una comida popular en la que se puede disfrutar de los mejores platos de setas.